# Tri-joodthyronine

Structuur van T_{3}

Tri-joodthyronine, triiodothyronine of T3 is een schildklierhormoon dat gevormd wordt in de schildklier of uit het schildklierhormoon T4 (thyroxine). 

## Aanmaak
Thyrosineresiduen van het thyreoglobuline worden gejodineerd. Een thyrosineresidu met een jodide is een MIT; een thyrosineresidu met twee jodiden vormt een DIT. Twee DIT's vormen T4. Een MIT en een DIT vormen T3. T4 en T3 worden vanuit de schildklier uitgescheiden in het bloed. De schildklier maakt in verhouding veel meer T4 dan T3. T4 wordt door de lever, maar ook in alle weefsels, omgezet in T3. De effecten van T3 op weefsels zijn ongeveer viermaal potenter dan die van T4. Bij onvoldoende jodiuminname gaat de schildklier relatief en absoluut meer T3 produceren.

## Functie
Schildklierhormonen zijn essentieel voor normale groei en ontwikkeling en hebben veel effecten op stofwisselingsprocessen. Zo spelen ze een belangrijke rol bij de ontwikkeling van het zenuwstelsel en de synthese, mobilisatie en afbraak van vetten. Ook verhogen ze het aantal catecholamine-receptoren op de celmembraan (effect op hartfrequentie).

## Transport
Het grootste deel (99,66%) van het T3 in het bloed is gebonden aan transporteiwitten;
- thyreoïdbindend globuline (TBG)
- pre-albumine
- albumine.

Alleen T3 dat niet gebonden is aan transporteiwitten is in staat om biologische effecten tot stand te brengen. Dit is vrij T3 (fT3).

## Afbraak
Ongeveer de helft van T3 wordt afgebroken door middel van deiodinatie en metabolisme in weefsels. De andere helft wordt geconjugeerd in de lever en uitgescheiden via de gal. Ook wordt een beetje schildklierhormoon uitgescheiden via de nieren.

## Diagnostiek
Schildklierhormonen kunnen bepaald worden in een klinisch chemisch laboratorium. Meestal worden de vrije T4 en T3 bepaald; deze zijn biologisch actief. Een te laag fT4 of fT3 wordt een hypothyreoïdie genoemd en een te hoog fT4 of fT3 wordt een hyperthyreoïdie genoemd. Daarnaast zal ook de TSH bepaald worden om te beoordelen wat de oorzaak is van de afwijkende waarde van de fT4.